# Decapado de pintura
El decapado de pintura o remoción de pintura es una tarea de bricolaje que consiste en la eliminación de una capa de pintura de la superficie sobre la que fue aplicada. Puede ser muy laborioso si no se cuenta con experiencia, material y conocimientos adecuados. Las técnicas a aplicar dependen del tipo de superficie y de la pintura. 

## Decapado de pintura sobre madera
Hay varias técnicas:
- Lijado: lijado manual o mecánico mediante papel de lija o cepillo abrasivo. Este método es eficaz en casos en que la capa de pintura es muy fina. Las hojas de lija están disponibles en diferentes grados de dureza, que influyen en el grado de abrasión. Las más adecuadas para este tipo de trabajo son el papel de óxido de aluminio, el de polvo de vidrio y el de polvo de granate.
- Cepillo eléctrico: la misma máquina usada en carpintería para rebajar la madera, es el método más eficaz para decapar pintura sobre madera, pero requiere que la superficie sea plana.
- Pistola de calor: una pistola de calor (semejante a un secador de pelo pero de mayor potencia) funde la pintura de forma que está puede separarse de la madera con espátula. Es especialmente adecuado para trabajar sobre grandes superficies con capas gruesas de pintura acumuladas a lo largo de los años y para pinturas plásticas, pero su uso está desaconsejado en piezas de calidad con marqueterías, incrustaciones o chapados delicados.
- Disolvente: existen disolventes químicos que disuelven ciertos tipos de pintura, permitiendo retirarla con un trapo.
- Gel decapante: geles decapantes que atacan y despegan la pintura de la madera, permitiendo su retirada con una espátula.
- Decapado por inmersión: se trata de sumergir las piezas a tratar en unas cubas que están cargadas con diferentes tipos de decapantes para desprender las pinturas. Este tipo de trabajo se puede realizar en cualquier tipo de elemento, madera, metal, etc. Es uno de los trabajos más finos ya que no existe desgaste de la superficie al contrario de lo que ocurre con la proyección de partículas o el lijado.

## Decapado de pintura sobre metal
- Decapado mecánico: bombardeo de la superficie a decapar (mediante aire comprimido) con un material sólido granulado, arena de sílice (ya prohibida), escorias, granalla de acero, etc. El material agresivo que se utiliza depende de diferentes factores, como son el rendimiento del producto, la forma de la partícula, el aspecto deseado del acabado y el material de base de la pieza.

- Decapado químico: mediante disolventes. Para eliminar la pintura de un metal, la técnica más adecuada consiste en aplicar una capa gruesa de decapante químico para metales con una brocha y dejar que actúe el tiempo recomendado por el fabricante del producto. Hay que procurar no excederse para que el decapante no dañe el metal base y tan solo facilite la retirada de la pintura. Una vez que se haya ablandado la pintura, se puede utilizar un cepillo de dientes para acceder a las partes más difíciles y eliminar los restos de pintura. Terminado el proceso, hay que lavar bien con agua. Los últimos restos se pueden retirar con fibra de acero (virulana) en seco. Antes de volver a pintar la superficie de metal ya decapada, se debe proteger la misma con una capa de antióxido.

## Decapado de pintura sobre piedra
- Decapado mecánico: bombardeo de la superficie a decapar (mediante aire comprimido) con un material sólido granulado, aunque aun se está utilizando la arena está prohibida por riesgos laborales ya que genera enfermedades pulmonares.

- Datos: Q2890497